# Roger Delmotte
Pour les articles homonymes, voir Delmotte.
Roger Delmotte, né le 20 septembre 1925 à Roubaix, est un trompettiste français.

## Biographie
Roger Delmotte naît le 20 septembre 1925 à Roubaix (Nord),.
Issu d'une famille de musiciens amateurs, il joue dès l'âge de sept ans de la petite flûte dans une harmonie puis à dix ans du bugle dans un brass band.
Il étudie avec Maurice Leclercq au Conservatoire de Roubaix puis entre en 1944 dans la classe d'Eugène Foveau au Conservatoire de Paris, où il obtient un premier prix de trompette en 1946,.
En 1950, Roger Delmotte est le premier trompettiste à être lauréat du Premier prix du Concours international d'exécution musicale de Genève,.
La même année, il devient professeur au Conservatoire de Versailles, où il enseigne jusqu'en 1984, formant de très nombreux élèves.
Comme musicien d'orchestre, il joue avec l'orchestre de Fernand Oubradous puis tient le pupitre de trompette solo de l'Orchestre de l'Opéra de Paris de 1951 à 1986,. À partir de 1951, il est aussi trompette solo aux Concerts Lamoureux et reprend ses activités avec Oubradous.
Au disque, Roger Delmotte grave à cette époque les deux concertos pour trompette d'André Jolivet.
Entre 1963 et 1974, il est aussi membre de l'ensemble de cuivres Gabriel Masson, avant de fonder son propre ensemble en 1976.
Comme interprète, il se produit en soliste avec de nombreux orchestres et joue en concert avec l'ensemble de musique ancienne et moderne de Nadia Boulanger,. Avec Pierre Cochereau, organiste titulaire de Notre-Dame de Paris, Roger Delmotte crée dès 1968 un duo orgue et trompette, et joue avec lui dans de nombreux pays. Il participe aux tournées d'été de Pierre Cochereau qui initie à l'orgue un public plus vaste encore, avec son instrument portatif de quatorze jeux avec lequel il se déplace et donne des récitals,.
Comme pédagogue, il enseigne à l'Académie internationale de Salzbourg et donne des cours publics au Japon. Il est aussi professeur d'une classe au Conservatoire de Lausanne de 1986 à 1992. Entre 1974 et 2000, Roger Delmotte est directeur artistique du Concours international d'instruments à vent de Toulon. 
Il reçoit le Prix d'honneur de l'International Trumpet Guild (en) le 28 mai 2011 à Minneapolis aux USA,. 
Roger Delmotte est le créateur de nombreuses œuvres, de Jacques Bondon (Concert de printemps, 1961), Jacques Charpentier (Concert no 7, 1976), Georges Delerue (Concertino pour trompette, 1951), Pierre Hasquenoph (Concertino pour trompette et cordes, 1957), Jean Rivier (Concerto pour saxophone, trompette et cordes, 1954) et Florent Schmitt (Suite pour trompette et piano, 1955), notamment. 

## Décorations et distinctions
- Chevalier de l'Ordre des Arts et des Lettres (1965)[2]
- Chevalier de la Légion d'honneur (1972)[2]
- Officier de l'Ordre national du Mérite (2001)[2],[5]
- Médaille d'honneur de la Ville de Toulon
- Grand Prix du disque (1954, 1957)[6]
- Honorary Award de l'International Trumpet Guild (2011)[2]